# Snakes on a Train
Snakes on a Train è un film statunitense del 2006 diretto da Peter Mervis. È un B movie prodotto da The Asylum, società specializzata nelle produzioni di film a basso costo per il circuito direct-to-video. In Italia è stato distribuito in DVD da Minerva Pictures e trasmesso in pay su SKY Italia.

## Trama
Una donna è vittima di una maledizione: il suo stomaco si riempie di serpenti velenosi che dopo essere schizzati fuori dal suo corpo, rigurgitati dalla donna, uccidono tutti quelli che le sono intorno. Il marito decide di portarla a Los Angeles dove vive uno sciamano Maya che potrebbe aiutarla. I due passano furtivamente la frontiere tra il Messico e gli Stati Uniti a bordo di un treno dove si scatenerà la furia distruttiva e soprannaturale dei serpenti, che invadono il convoglio e si moltiplicano senza controllo attaccando tutti i passeggeri.
Alla fine, inspiegabilmente, un serpente gigantesco ingoia tutto il treno in movimento, ma sei passeggeri riescono a fuggire illesi e uno di loro, usando un incantesimo, riesce a farlo sparire.

## Produzione
Il film fu prodotto da The Asylum con un budget stimato in un milione di dollari e girato a Lancaster e a Santa Clarita, in California, nel 2006. Le musiche sono firmate da Mel Lewis. Il titolo di lavorazione fu Snakes on a Plane 2. Il film è un mockbuster di Snakes on a Plane uscito nello stesso anno, tre giorni dopo, il 18 agosto 2006. Il regista è accreditato con il nome "The Mallachi Brothers". Rispetto all'originale, Snakes on a Train contiene molta più violenza e scene di sangue e comprende anche alcuni elementi soprannaturali relativi alle magie esoteriche degli antichi Maya.
Secondo il co-produttore David Rimawi, The Asylum inizialmente non aveva alcuna intenzione di fare il film, ma si procedette quando il progetto di un film precedente era saltato. Mentre cercava distributori internazionali a Cannes, un gruppo di investitori giapponesi vide la locandina del film e chiese se c'era davvero un serpente gigante che mangiava un treno (scena che non era originariamente parte del film). In risposta, Rimawi e il suo team aggiunsero la scena per fare felici i  distributori giapponesi. La tagline sulla locandina promette "100 passeggeri intrappolati e 2.000 serpenti velenosi"; in realtà ci sono solo una dozzina di passeggeri e pochi serpenti. C'è anche una sottotrama del tutto svincolata da quella principale che riguarda il traffico di una partita di droga da parte di due passeggere.

## Distribuzione
Il film è stato distribuito solo per l'home video. Alcune delle uscite internazionali sono state:
- 15 agosto 2006 negli Stati Uniti (Snakes on a Train)
- 6 aprile 2007 in Giappone
- 22 ottobre 2007 in Polonia (Weze w pociagu)
- in Grecia (Snakes on a Train)
- in Italia (Snakes on a Train)

## Promozione
Le tagline sono:
- "100 Trapped Passengers.. 2,000 Venomous Vipers!"
- "First planes... Now trains!"